# Claude-François Rameau
Pour les articles homonymes, voir Rameau.
Claude-François Rameau, dit Rameau le fils, né le 3 août 1727 à Paris, baptisé le même jour à Saint-Germain-l’Auxerrois, et mort à Versailles le 4 août 1788, est un musicien et compositeur français.

## Biographie
Fils aîné de Jean-Philippe Rameau et de Marie-Louise Mangot, il a été écuyer et valet de chambre du roi à Versailles, charge que son père lui achetée. Son parrain était son oncle Claude Rameau. Ses cousins Jean-François Rameau et Lazare Rameau, furent également musiciens. Le premier a fourni à Diderot le sujet de son œuvre célèbre Le Neveu de Rameau.
Marié à Marie Françoise Suzanne Dubois le 7 mai 1772, à Paris, il eut un fils : Louis Antoine Rameau (1773-1796). Il meurt à 61 ans.

## Œuvres
- Premiere suitte pour clavecin, comportant cinq pièces en ré majeur : Prélude – Les Soupires – Sarabande – La Forcray – Premier Menuet pour la Trompette / 2e Menuet.

La copie est de Jean Rollet. D’après la BnF, bien que les ouvrages de référence le considèrent comme le compositeur, il semble probable que le manuscrit lui ait seulement appartenu. 